# محمد الخضرالريسوني
محمد الخضرالريسوني أديب وقاص مغربي من مواليد 15 يوليو 1929 بمدينة تطوان، اشتغل كاتبا إذاعيا. انضم إلى اتحاد كتاب المغرب سنة 1961.

## سيرته
انضم إلى اتحاد كتاب المغرب سنة 1961. شغل مناصب :
- عضو رابطة العلماء.
- رئيس جمعية الثقافة والتراث
- رئيس اتحاد مبدعي الإذاعة والتلفزة.

## مؤلفاته
يشمل إنتاجه الكتابة القصصية والروائية والكتابة المسرحية. وقد نشر أعماله بصحف وطنية وخارجية، ومجلات متنوعة مغربية ومشرقية، كما قام بإنتاج برامج في الإذاعة والتلفزيون.
ومن مؤلفاته :
- أفراح ودموع: قصص, المطبعة الحسنية، تطوان، 1951.
- صور من حياتنا الاجتماعية: قصص، المطبعة الحسنية، تطوان، 1953.
- ربيع الحياة: قصص، المطبعة المهدية، تطوان، 1957.
- رحلة نحو النور: سيرة ذاتية، مطبعة التشويخ، تطوان، 1984.